# Рахимбердин, Олег Иванович
О́лег Ива́нович Рахимбе́рдин (9.02.1952 —08.10.2004) — казахский государственный деятель.

## Биография
Олег Иванович Рахимбердин родился 9 февраля 1952 года в Уральске. Окончил школу в Жалпактале.
Трудовую деятельность начал слесарем в районном отделе «Сельхозтехники». После двухлетней службы в армии — учёба в Казахском ордена Трудового Красного Знамени сельскохозяйственном институте на факультете организации и технологии ремонта машин.
По окончании института направлен на Уральский ордена Ленина ремонтный завод. Здесь он прошёл путь от производственного мастера до заместителя директора по общим вопросам, был избран секретарём парткома завода.
В 1987 году переведён на партийную работу — заведующий отделом промышленности и транспорта Промышленного райкома партии города Уральска.
В 1989 году генеральный директор производственного объединения стеновых материалов.
Депутат Уральского городского Совета народных депутатов 21 созыва.
В мае 1990 года утверждён первым заместителем председателя Уральского горисполкома, затем — первым заместителем главы администрации города, а в 1994 году Олег Иванович возглавил Уральскую городскую администрацию.
В 1995 году стал акимом города Уральска.